# Andrena semipunctata
Andrena semipunctata är en biart som beskrevs av Cockerell 1902. Andrena semipunctata ingår i släktet sandbin, och familjen grävbin. Inga underarter finns listade i Catalogue of Life.